# 東京タワー 〜オカンとボクと、時々、オトン〜 (映画)
『東京タワー 〜オカンとボクと、時々、オトン〜』（とうきょうタワー オカンとボクと、ときどき、オトン）は、リリー・フランキーの同名小説を原作とした日本映画である。2007年4月14日に松竹配給で公開された。オダギリジョー主演。第31回日本アカデミー賞最優秀作品賞受賞作品。
ゲストとして小泉今日子、六角精児、宮崎あおい、仲村トオル、柄本明、塩見三省などがカメオ出演していることでも話題となった。

## あらすじ
1960年代。3歳のボクは、真夜中に帰ってきた酔っ払いのオトンにいきなり焼き鳥の串を食べさせられる。オトンに手を焼いたオカンはボクを筑豊の実家に連れ帰り、妹の“ブーブーおばさん”の小料理屋を手伝いながら、女手一つでボクを育て始めるのだった。
やがてボクは上京し、社会人としてそれなりに成功するのだった。

## キャスト
- ボク：オダギリジョー
- オカン：樹木希林
- 若い頃のオカン：内田也哉子
- 中学、高校時代のボク：冨浦智嗣
- 小学校時代のボク：田中祥平
- 幼少時代のボク：谷端奏人
- 筑豊のばあちゃん：渡辺美佐子
- 小倉のばあちゃん：佐々木すみ江
- ハイカラな男：寺島進
- 現在のノブエおばさん：原知佐子
- 現在のみえ子おばさん：結城美栄子
- ブーブおばさん：猫背椿
- タマミ：伊藤歩
- 平栗：勝地涼
- 磯山：平山浩行
- えのもと：荒川良々
- ホセ：辻修
- 若い頃のノブエおばさん：小島聖
- 若い頃のみえ子おばさん：吉本菜穂子
- 高校の女教師：土屋久美子
- 不動産屋の事務員：小泉今日子
- 病院の借家の老婆：千石規子
- 葬儀屋：塩見三省
- 中目黒の大家：松田美由紀
- 東京の病院の医者：田中哲司
- 笹塚の診療所の医者：柄本明
- 「かっぱ」の客：板尾創路
- 魚の煮つけを褒める客：光石研
- アイドルDJ：宮崎あおい
- 編集長：六角精児
- ラジオ局のディレクター：仲村トオル
- 催促する編集者の声：岩松了
- 郵便配達人：田口トモロヲ
- 風俗嬢：江本純子、安藤玉恵、栗原瞳
- 堕落した日々の彼女：麻里也
- 大学時代の彼女：竹下玲奈
- 似顔絵教室の女子社員：小林麻子
- 東京の看護婦：ぼくもとさきこ
- ミズエ：松たか子
- オトン：小林薫
- 中沢青六、蟹江一平、野間れい、市野世龍、鈴木晋介、宇野祥平、延友陽子、大和田唯斗 ほか

## スタッフ
- 監督：松岡錠司
- 脚本：松尾スズキ
- 主題歌：福山雅治 「東京にもあったんだ」
- 音楽：上田禎
- 撮影：笠松則通
- 照明：水野研一
- 録音：柿澤潔
- 美術：原田満生
- 編集：普嶋信一
- 衣裳：宮本まさ江
- VFXプロデューサー：篠田学
- 特殊メイク：中田彰輝
- クッキングスタイリスト：飯島奈美
- ダンス指導・振付：八反田リコ
- 社交ダンス指導：柳川純子、安澤武彦
- 医療監修：白鳥泰正
- イメージポスターデザイン：井上嗣也
- メイキング監督：川野浩司
- 現像：IMAGICA
- プロデューサー：菊地美世志
- 製作者：奥田誠治、中川滋弘、孫家邦
- 企画：秋山道男、笹井和也、八木ヶ谷昭次、神蔵克
- 制作プロダクション：フィルムメイカーズ、リトルモア
- 製作委員会メンバー：日本テレビ放送網、リトルモア、松竹、衛星劇場、三井物産、電通、扶桑社、バンダイフィル、読売新聞、讀賣テレビ放送、ガンパウダー、アンシャンテ、フィルムメイカーズ、札幌テレビ、中京テレビ、広島テレビ、福岡放送

## 受賞記録
- 第20回日刊スポーツ映画大賞・石原裕次郎賞（2007年12月4日発表）
  - 助演女優賞：樹木希林
- 第17回東京スポーツ映画大賞
  - 主演男優賞：オダギリジョー
- 第31回日本アカデミー賞（2008年2月15日発表）[2]
  - 最優秀作品賞
  - 最優秀監督賞：松岡錠司
  - 最優秀脚本賞：松尾スズキ
  - 最優秀主演女優賞：樹木希林
  - 最優秀助演男優賞：小林薫
  - 優秀主演男優賞：オダギリジョー
  - 優秀助演女優賞：松たか子
  - 新人俳優賞：内田也哉子

## 日本アカデミー賞受賞を巡る出来レース騒動
その年、多くの賞レースで賞を総なめにしていた『それでもボクはやってない』に全く票が入らず、日本アカデミー賞主催の日本テレビが出資した本作が賞をほぼ独占するという不自然な結果だった。この結果に、国内映画関係者・映画ファンから、審査員による不正な票操作が行われたのではないかという意見が挙がった。最優秀主演女優賞を受賞した樹木希林も受賞時のインタビューで「これは組織票だ、この結果はおかしい」と審査結果を痛烈に批判し、作品賞や監督賞をはじめほとんどの受賞は不当だと話して、会場は騒然となる。後日、樹木希林は雑誌インタビューでも「あの結果は私も納得していない」と語った。

## 関連商品
- 「家族」を探して『東京タワー オカンとボクと、時々、オトン』オフィシャルシネマブック（構成・文：橋本麻里、写真：長島有里枝、2007年3月、扶桑社）ISBN 978-4-5940-5349-9